# Emmanuelle Seigner
Pour les articles homonymes, voir Seigner.
Emmanuelle Seigner, née le 22 juin 1966 à Paris, est une comédienne et chanteuse française.

## Biographie

### Formation
« À quatorze ans, à peine sortie d’une scolarité chez les religieuses, Emmanuelle fréquente les studios des photographes de mode. » Elle devient mannequin mais abandonne cette profession à la suite de sa rencontre inopinée avec Jean-Luc Godard, au bar d’un hôtel, pour se lancer dans le cinéma.

### Carrière

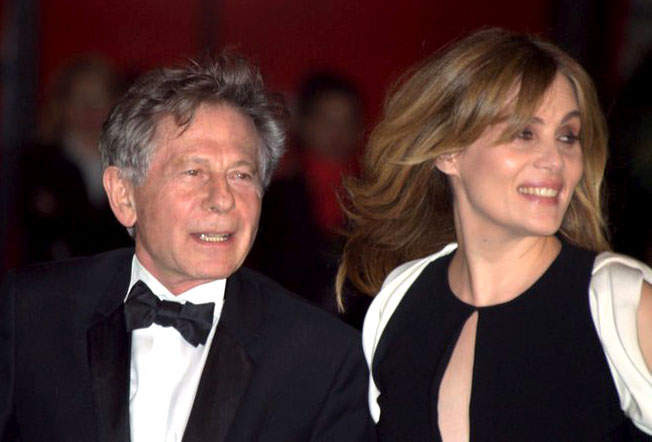
Emmanuelle Seigner et son époux Roman Polanski à la des César en 2011.

Elle est révélée au public par le film Détective, de Jean-Luc Godard, puis par le thriller parisien de Roman Polanski, Frantic.
Elle dévoile une autre facette de son jeu avec Lunes de fiel, histoire d'un écrivain américain vivant à Paris tombant follement amoureux d'une jeune Parisienne. Elle est par la suite longtemps absente du grand écran mais revient dans La Neuvième Porte et joue ensuite dans Place Vendôme et Backstage.
En 2007, elle revient sur le devant de la scène grâce à un album rock'n'roll, aux teintes sixties, écrit et composé par le groupe Ultra Orange avec lequel elle entame une tournée à travers l'Europe. Deux succès cinématographiques couronnent cette incursion musicale : La Môme d'Olivier Dahan, où elle campe une prostituée très parisienne et haute en couleur, puis Le Scaphandre et le Papillon, où elle joue l'ex-femme de Jean-Dominique Bauby, ancien rédacteur en chef du magazine Elle, atteint du syndrome d'enfermement.
En 2011, elle chante "Dressing" en duo avec Brigitte Fontaine sur l'album L'un n'empêche pas l'autre de cette dernière - dont elle avait déjà repris un titre sur son propre disque.
Elle joue le rôle d'une écrivaine manipulée au côté d'Eva Green, dans D'après une histoire vraie de Roman Polanski, présenté hors compétition au 70e festival de Cannes, le 27 mai 2017.
Elle est une ambassadrice de la marque polonaise Dr Irena Eris.

### Vie privée
Elle est la fille de Jean-Louis Seigner (1941-2020), photographe, et d'Aline Ponelle, journaliste. Elle est la sœur aînée de Mathilde Seigner, comédienne, et de Marie-Amélie Seigner, chanteuse. Par leur père, elles sont les petites-filles du comédien Louis Seigner (1903-1991) et les nièces de la comédienne Françoise Seigner (1928-2008), Louis fut Doyen et tous deux sociétaires honoraires de la Comédie-Française. Elle est la nièce du médecin Véronique Vasseur.
Elle épouse Roman Polanski, de plus de trente ans son aîné,, le 30 août 1989 dans le 8e arrondissement de Paris. Ils ont deux enfants, Morgane (née en 1993) et Elvis (né en 1998).

### Engagement

#### Engagement politique
En 2012, Emmanuelle Seigner soutient la candidature de Nicolas Sarkozy à sa réélection au poste de président de la République. Elle est ainsi présente au meeting du candidat à Villepinte, en mars de la même année,.

#### Engagement associatif
Elle est marraine de l’Association européenne contre les leucodystrophies.

#### L'Académie des Oscars
Le 8 juillet 2018, elle refuse l'invitation de l'Académie des Oscars. Dans une lettre ouverte publiée dans le JDD, l'épouse du cinéaste Roman Polanski — condamné pour relation sexuelle avec une mineure en 1977 — dénonce l'« insupportable hypocrisie » de l'Académie américaine, qui lui propose de rejoindre ses rangs après avoir radié son mari : 

« L'Académie américaine des arts et des sciences du cinéma me propose de la rejoindre, en compagnie d'autres actrices, au nom d'une féminisation par ailleurs nécessaire. Qui peut croire que je ne me sente pas concernée par l'égalité des femmes et des hommes ? »

#### Tribune
En décembre 2023, elle est signataire de la tribune controversée N'effacez pas Gérard Depardieu visant notamment à défendre la présomption d'innocence de Gérard Depardieu, alors accusé de viol, agression sexuelle et harcèlement sexuel.

## Filmographie

### Cinéma

#### Longs métrages
- 1984 : L'Année des méduses de Christopher Frank
- 1985 : Détective de Jean-Luc Godard : la princesse des Bahamas
- 1986 : Cours privé de Pierre Granier-Deferre : Zanon
- 1988 : Frantic de Roman Polanski : Michelle
- 1990 : Il Male oscuro, de Mario Monicelli : la femme de Giuseppe
- 1992 : Lunes de fiel de Roman Polanski : Mimi
- 1994 : Le Sourire de Claude Miller : Odile
- 1996 : Pourvu que ça dure de Michel Thibaud : Julie Neyrac
- 1997 : La Divine Poursuite de Michel Deville : Bobbi
- 1997 : Nirvana de Gabriele Salvatores : Lisa
- 1998 : RPM de Ian Sharp : Michelle Claire
- 1998 : Place Vendôme de Nicole Garcia : Nathalie
- 1999 : La Neuvième Porte de Roman Polanski : la fille
- 1999 : Buddy Boy de Mark Hanlon : Gloria
- 2001 : Laguna de Dennis Berry : Thelma Pianon
- 2001 : Streghe verso nord de Giovanni Veronesi : Lucilla
- 2003 : Corps à corps de François Hanss : Laura
- 2003 : Les Immortels (Os Imortais) d'António-Pedro Vasconcelos : Madeleine Durand
- 2004 : Ils se marièrent et eurent beaucoup d'enfants d’Yvan Attal : Nathalie
- 2005 : Backstage d'Emmanuelle Bercot : « Lauren Waks », une chanteuse déjantée
- 2006 : Le Scaphandre et le Papillon de Julian Schnabel : Céline Desmoulin
- 2007 : La Môme d’Olivier Dahan : Titine, une prostituée
- 2008 : Le Code a changé de Danièle Thompson : Sarah
- 2009 : Giallo de Dario Argento : Linda
- 2010 : Chicas de Yasmina Reza : Nuria
- 2010 : Essential Killing de Jerzy Skolimowski : Margaret
- 2012 : Quelques heures de printemps de Stéphane Brizé : Clémence
- 2012 : Dans la maison de François Ozon : Esther Artole
- 2012 : L'Homme qui rit de Jean-Pierre Améris : Duchesse Josiane
- 2013 : La Vénus à la fourrure de Roman Polanski : Vanda Jourdain
- 2016 : Réparer les vivants de Katell Quillévéré : Marianne
- 2016 : Le Divan de Staline de Fanny Ardant : Lidia
- 2016 : Jadotville (The Siege of Jadotville) de Richie Smyth : Madame Lafontaigne
- 2017 : D'après une histoire vraie de Roman Polanski : Delphine Dayrieux
- 2018 : At Eternity's Gate de Julian Schnabel : Madame Ginoux
- 2019 : J'accuse de Roman Polanski : Pauline Monnier
- 2023 : Pet Shop Days d'Olmo Schnabel : Diana

#### Court métrage
- 2004 : Sans toi de Liria Bégéja : Armelle

### Télévision
- 2018 : Insoupçonnable d'Éric Valette : Chloé Fisher

## Théâtre
- 2000 : Fernando Krapp m'a écrit cette lettre de Tankred Dorst, mise en scène Bernard Murat, Théâtre Montparnasse
- 2003 : Hedda Gabler d'Henrik Ibsen, mise en scène Roman Polanski, Théâtre Marigny
- 2012 : Le Retour d'Harold Pinter, mise en scène Luc Bondy, Théâtre de l'Odéon, tournée
- 2023 : Bungalow 21 d'Eric-Emmanuel Schmitt, mise en scène Jérémie Lippmann, Théâtre de la Madeleine : Marilyn Monroe

## Discographie

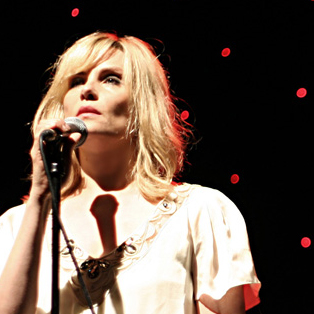
Emmanuelle Seigner en concert à Londres en 2010

### Albums solo
- 2005 : Backstage (B.O. du film homonyme. Emmanuelle Seigner, alias Lauren Waks, chante sur 9 chansons de l'album, les autres sont des instrumentaux.)
- 2010 : Dingue
- 2014 : Distant Lover

### Avecl’Épée
- 2019 : Diabolique

### Autres
- 2000 : apparition dans le clip vidéo Pardon de Johnny Hallyday.
- 2004 : apparition dans le clip vidéo Hands around my throat du groupe electro britannique Death in Vegas.
- 2006 : en duo avec Bryan Adams - Ce n'était qu'un rêve (single).
- 2007 : documentaire musical, Berlin: Live at St. Ann's Warehouse (en), de Julian Schnabel : Caroline
- 2007 : album Ultra Orange et Emmanuelle (en) avec Ultra Orange (Gil Lesage et Pierre Émery)Une des chansons est utilisée dans la bande-son du film Le Scaphandre et le Papillon.2008 : Single Les mots simples en duo avec Brett Anderson de Suede et The Tears.
- 2009 : Liebe und Benzin feat. Bela B. sur l'album Code B de ce dernier.
- 2010 : collaboration sur l'album du musicien polonais Smolik, pour le titre Forget me not.
- 2011 : collaboration sur l'album L'un n'empêche pas l'autre de Brigitte Fontaine, pour le titre Dressing.
- 2014 : Marche à l'ombre, premier extrait de l'album-hommage collectif La Bande à Renaud volume 2.
- 2018 : The Limiñanas – Shadow People sur le titre du même nom.

## Publication
- Une vie incendiée, Éditions de l'Observatoire, 2022

## Distinctions

### Décorations
- Chevalière de l'ordre des Arts et des Lettres (2010)[13]

### Nominations
- César 1999 : Meilleure actrice dans un second rôle pour Place Vendôme
- Lumières 2014 : Prix Lumières de la meilleure actrice pour La Vénus à la fourrure
- César 2014 : Meilleure actrice pour La Vénus à la fourrure